# Egida
Egida (gr. αιγίς aigís ‘kozia skóra’, łac. aegis) – w mitologii greckiej tarcza boga Zeusa i bogini Ateny.
Została wykuta przez Hefajstosa (w innej wersji: zrobiona ze skóry kozy Amaltei). Była ona atrybutem boga nieba i piorunów (Zeusa). Dała (jeszcze wtedy bardzo młodemu) Zeusowi zwycięstwo nad jego ojcem Kronosem, który wcześniej pożarł swoje dzieci – starsze rodzeństwo Zeusa.
We współczesnym języku polskim funkcjonuje związek frazeologiczny „pod egidą” oznaczający pod opieką, przewodnictwem, auspicjami, patronatem, protektoratem, (przest.) osłoną, puklerzem.